# Lucía Chavira Acosta
Lucía Denisse Chavira Acosta (20 de mayo de 1969 Chihuahua, Chihuahua) es una política mexicana, miembro del Partido Revolucionario Institucional. En 2016 fue candidata a la presidencia del Municipio de Chihuahua por el PRI en el marco de las Elecciones estatales de Chihuahua de 2016. Actualmente se desempaña como titular de la Defensoría de los Derechos Universitarios de la Universidad Autónoma de Chihuahua, en donde también imparte clases en la Facultad de Derecho.

## Reseña biográfica

### Nacimiento y familia
Lucia Chavira nació en la ciudad de Chihuahua siendo la mayor de 3 hermanos. Su padre es el Ing. Manuel Leonel Chavira López, su madre la sra. Martha Hortensia Acosta Córdova. Está casada con Marco Adán Quezada Martínez desde los 20 años, tienen 2 hijas y un hijo.

### Educación y etapa profesional
Es licenciada en derecho, egresada de la Universidad Autónoma de Chihuahua, con maestría en Derechos Humanos. Desde estudiante inició su participación en actividades altruistas, como el Ejército de Salvación y el asilo Bocado del Pobre. Forma parte del Consejo Directivo de Fátima IBP y es Consejera Ciudadana del Instituto Chihuahuense de las Mujeres, así como Directora de la Asociación Civil Sumemos Voces, A.C.

### Puestos y responsabilidades en el Servicio Público
Lucía se desempeñó como Asesora en la Secretaría de Desarrollo Urbano y Ecología del Gobierno del  Estado de Chihuahua de 1991 a 1995, Jefa del Departamento Jurídico, en el Consejo de Urbanización de Municipio de Chihuahua de 1995 a 1998, como Subdirectora del Sistema para el Desarrollo Integral de la Familia DIF del Municipio de Chihuahua de 1998 a 2001, directora general del Sistema para el Desarrollo Integral de la Familia DIF del Municipio de Chihuahua del 2001 al 2004, directora general del Sistema para el Desarrollo Integral de la Familia DIF del Estado de Chihuahua del 2004 al 2010 y Presidenta del Sistema para el Desarrollo Integral de la Familia del Municipio de Chihuahua de 2013 a 2015 mientras su esposo era alcalde de Chihuahua.
En 2017 tomó protesta como Delegada de la Secretaría de Desarrollo Agrario, Territorial y Urbano en Chihuahua.

### Actividad política
A finales de 2015, su esposo tuvo una discusión política fuerte con el Gobernador del Estado, César Duarte Jáquez, lo que levó a Lucía junto a su esposo a encabezar una manifestación para evitar una inhabilitación de los derechos políticos de su esposo Marco, que le haría el Congreso de Chihuahua por el Accidente del Extremo AeroShow 2013 en el que murieron varias personas debido a una negligencia de Protección Civil Municipal, finalmente Quezada no fue inhabilitado. En diciembre de 2015, su esposo estuvo entre los precandidatos del PRI a la Gubernatura de Chihuahua, siendo finalmente seleccionado para dicha candidatura Enrique Serrano Escobar el 23 de diciembre de 2015; el mismo día se anunció que Lucía sería la candidata del PRI a la Alcaldía de Chihuahua, cosa que generó polémica por ser esposa del aspirante a la Gubernatura y no haber ostentado antes algún puesto de elección popular o haber figurado fuertemente en la política con anterioridad.
El 20 de marzo fue ratificada como candidata, y en su discurso criticó fuertemente al sistema de transporte de la ciudad de Chihuahua, el ViveBús,. Posteriormente el Sistema de transporte colectivo fue renombrado Metrobús-Chihuahua.
El 5 de junio de 2016 contendió por la alcaldía de Chihuahua en la coalición PRI-PVEM-PT-PANAL. En dicha elección la candidata del PAN Maru Campos resultó elegida para el periodo 2016-2018.